# Bassène Kansana
Pour les articles homonymes, voir Bassène (homonymie).
Bassène Kansana est un village du Sénégal situé en Basse-Casamance. Il fait partie de la communauté rurale d'Oulampane, dans l'arrondissement de Sindian, le département de Bignona et la région de Ziguinchor.
Lors du dernier recensement (2002), la localité comptait 40 habitants et 6 ménages.